# 扁翅无心菜
扁翅无心菜（学名：Arenaria compressa）是石竹科无心菜属的植物。分布于阿富汗、印度、巴基斯坦以及中国大陆的西藏等地，生长于海拔2,600米至3,500米的地区，多生长在山坡砂砾地，目前尚未由人工引种栽培。